# Frank Joseph Gerard Dorsey

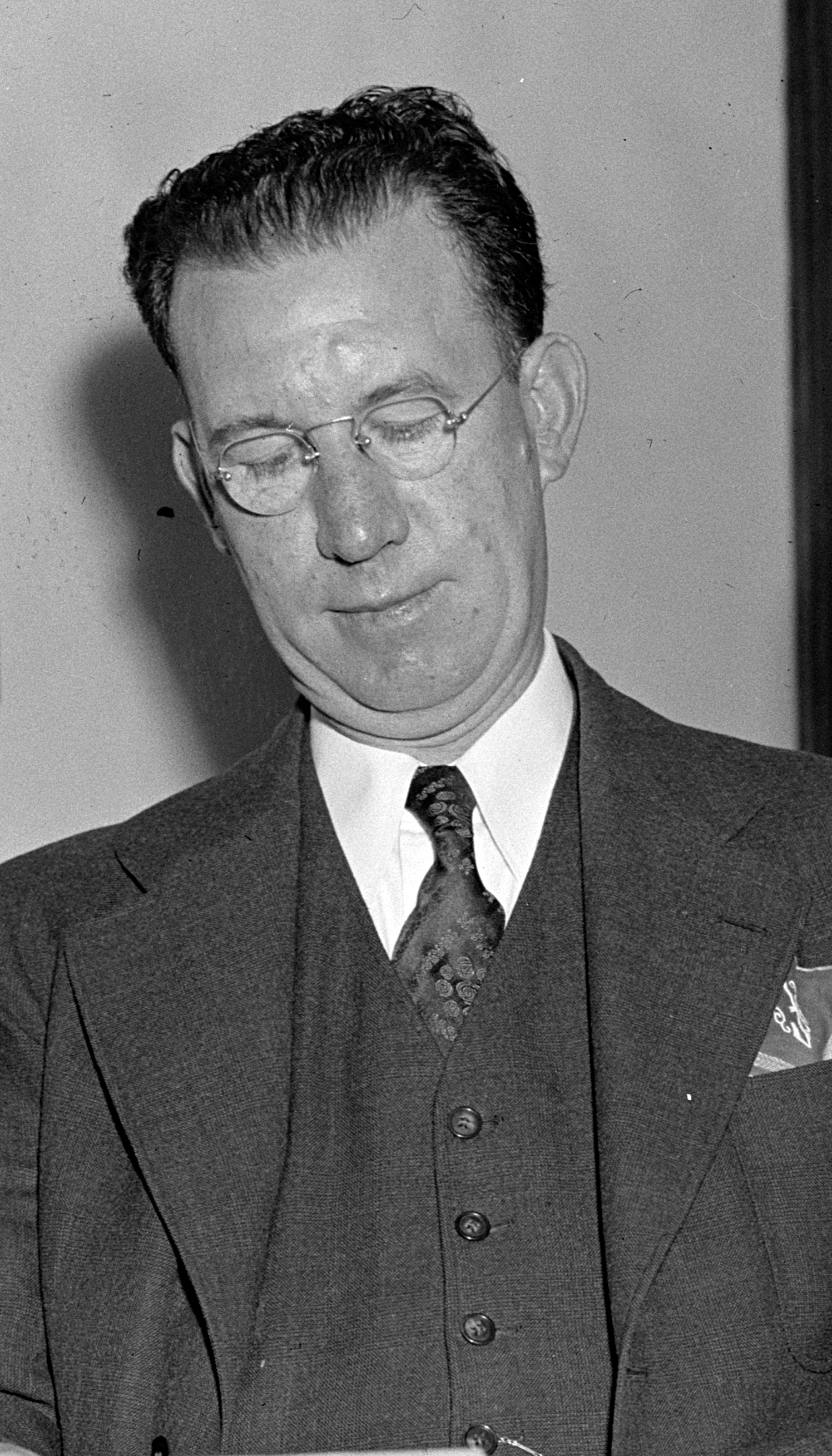
Frank Joseph Gerard Dorsey (1938)

Frank Joseph Gerard Dorsey (* 26. April 1891 in Philadelphia, Pennsylvania; † 13. Juli 1949 ebenda) war ein US-amerikanischer Politiker. Zwischen 1935 und 1939 vertrat er den Bundesstaat Pennsylvania im US-Repräsentantenhaus.

## Werdegang
Frank Dorsey besuchte die öffentlichen Schulen seiner Heimat und danach die dortigen High Schools. Anschließend studierte er bis 1917 an der University of Pennsylvania. Zeitweise gehörte er dem dortigen Lehrkörper an. Während des Ersten Weltkrieges diente er zwischen 1917 und 1919 in der US Army. Seit 1919 war Dorsey mit der Herstellung von Stahlwerkzeugen befasst. Außerdem stieg er in das Bankgewerbe ein. Gleichzeitig schlug er als Mitglied der Demokratischen Partei eine politische Laufbahn ein.
Bei den Kongresswahlen des Jahres 1934 wurde Dorsey im fünften Wahlbezirk von Pennsylvania in das US-Repräsentantenhaus in Washington, D.C. gewählt, wo er am 3. Januar 1935 die Nachfolge des Republikaners James J. Connolly antrat. Nach einer Wiederwahl konnte er bis zum 3. Januar 1939 zwei Legislaturperioden im Kongress absolvieren. 1935 wurden erstmals die Bestimmungen des 20. Verfassungszusatzes angewendet, wonach die Legislaturperiode des Kongresses jeweils am 3. Januar endet bzw. beginnt. Während Dorseys Zeit im Kongress wurden dort weitere New-Deal-Gesetze der Roosevelt-Regierung verabschiedet. 1938 wurde Dorsey nicht wiedergewählt. Im selben Jahr gehörte er der United States Sesquicentennial Constitution Commission an.
Von 1939 bis zu seinem Tod war Frank Dorsey als Abteilungsleiter im Bundesarbeitsministerium tätig. Er starb am 13. Juli 1949 in Philadelphia.